# Aenne Biermann
Aenne Biermann, pseudonimo di Anna Sibilla Sternfeld (Goch, 8 marzo 1898 – Gera, 14 gennaio 1933), è stata una fotografa tedesca, tra le maggiori esponenti della Nuova oggettività, significativo movimento artistico nato negli anni venti in Germania.

## Biografia
Ebrea aschenazita, Biermann nacque l'8 marzo 1898 a Goch, una città della Renania Settentrionale, da una famiglia aschenazita benestante; suo padre Alfons possedeva una fabbrica di pellame ereditata dal padre Wolfgang, sua madre era Julie Geck. Nel 1920 Aenne sposò Herbert Joseph Biermann, un facoltoso mercante tessile di Goch. La coppia ebbe due figli: nel 1921 una figlia di nome Helga e nel 1923 un figlio di nome Gershon.
Aenne morì di una patologia epatica nel 1933 a Gera.

## Carriera

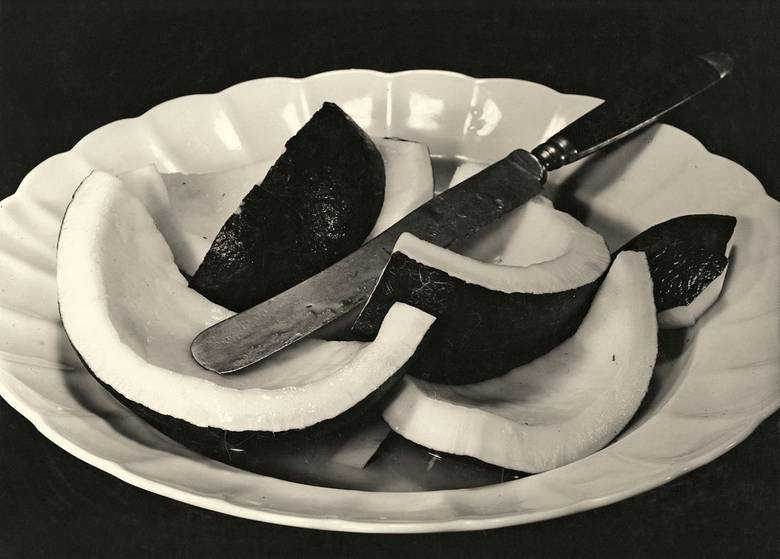
Cocosnuss, 1929

Biermann fu una fotografa autodidatta. I suoi primi soggetti furono i suoi figli Helga e Gershon. La maggioranza dei suoi lavori fu scattata tra il 1925 e il 1933. Appassionata mineralogista dilettante, fu attraverso la sua collezione di rocce che nel 1926 incontrò il geologo Rudolf Hundt, che le commissionò nel 1927 un servizio fotografico dei propri esemplari. Le fotografie di minerali di Aenne Biermann l'hanno portata a diventare una delle maggiori esponenti della Nuova oggettività, importante movimento artistico della Repubblica di Weimar. Le sue opere ricevettero notorietà internazionale alla fine degli anni '20, un periodo in cui figuravano in ogni importante mostra fotografica della Germania. Tra le più importanti, il Munich Kunstkabinett, il Deutscher Werkbund e la mostra internazionale al Folkwang Museum di Stoccarda nel 1929 dal titolo Film und Foto. Altre esibizioni significative comprendono Das Lichtbild tenuta a Monaco nel 1930 e la mostra al Palazzo delle Belle Arti di Bruxelles nel 1931.

## Riconoscimenti
Dal 1992 il Museo di Gera organizza un concorso annuale, il Aenee Biermann Prize for Contemporary German Photography, considerato uno dei più importanti eventi nel campo in Germania.